# Usuario avanzado
Por usuario avanzado o usuario experimentado se conoce en el ámbito de la informática al usuario final de una aplicación con un conocimiento considerablemente mayor que el usuario final común, aunque no sea capaz de realizar tareas no orientadas a la aplicación como programar, y quizá no sea capaz de administrar sistemas. En el ámbito de programas de gestión como SAP, esta denominación se refiere a un usuario que no es programador pero que es experto en un proceso. El término superusuario en este ámbito se aplica al usuario que es experto en un módulo o proceso del sistema.
- Datos: Q391413